# Pabradė
Pabradė is een stad met een historisch centrum (miesto seniūnija) in de gemeente Švenčionys in het Litouwse district Vilnius. De plaats telde 5286 inwoners in 2021.

## Geografie en naam

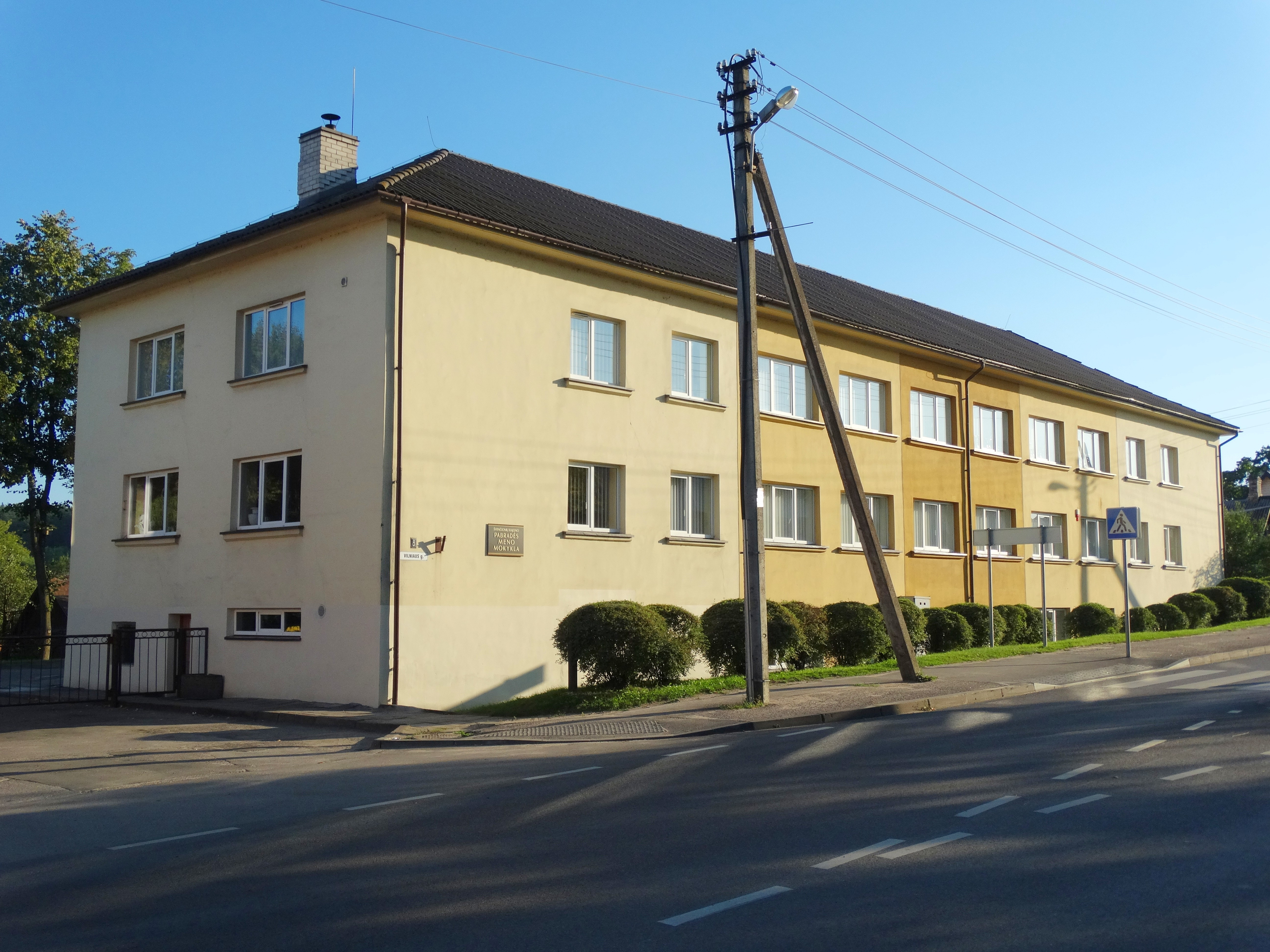
Het gebouw van de kunstopleiding

Pabradė ligt aan beide zijden van Žeimena-rivier, op het punt waar het door een leemplateau breekt en Dubinga er vanaf de rechterkant in stroomt. Nabij die plek is een Voorde (doorwaadbare plaats), in het Litouws brasta. De plaats ligt aan (=pa) deze voorde. De rivier verbindt diverse meren. Ten noorden van de stad is op de zandgronden een tientallen km groot bos. 
Het is een toeristisch gebied, dat onder meer populair is om in te kajakken. Verder zijn er drie kerken, enkele gymzalen, naast andere voorzieningen zoals een kunstopleiding en een bibliotheek.

## Geschiedenis
Het wordt aangenomen dat de omgeving van Pabradė in de 13e eeuw deel uitmaakte van het hertogdom Nalsia, dat strekte tot Utena en Daugavpils. Sinds de 15e eeuw wordt het voor het eerst genoemd in bronnen over een klein landhuis van de families Radziwiłł, Tiesenhausen, Masalskiai en later Tyszkiewicz. De nederzetting, die in die tijd toebehoorde aan het landhuis lag in een leeg gebied. Dit veranderde met de aanleg van de  spoorlijn van Warschau naar Sint-Petersburg in 1862, de nederzetting werd toen een stad en groeide langs de postweg tussen Vilnius en Daugavpiils. Het gebouw van de oude herberg is bewaard gebleven. 
De bevolking in die tijd hield zich bezig met houtkap en vervoer van hout over het water. Verder waren er kleine bedrijven, een destilleerderij en een elektriciteitscentrale.
Tijdens de Eerste Wereldoorlog bouwde het Duitse leger een aftakking van de spoorlijn naar Lentupis, tegenwoordig vlak over de grens in Wit-Rusland. Tussen de twee Wereldoorlogen was Pabradė Pools gebied. In 1940 besloot de regering tot de bouw van een kamp voor Dwangarbeid voor Communisten. in datzelfde jaar werd het kamp door de communistische autoriteiten weer gesloten. Niet veel later gebruikten de Nazi's het kamp voor massamoorden op Joden.

## Demografie
| Jaar      | Inwoners    |
| --------- | ----------- |
| 1868 1898 | 330 400     |
| 1931 1939 | 2.569 2.869 |
| 1959 1967 | 4.489 5.200 |
| 1970 1976 | 5.790 6.700 |
| 1979 1989 | 6.655 7.360 |
| 2001 2011 | 6.525 5.994 |
| 2017 2020 | 5.528 5.337 |
| 2021      | 5.286       |

| Etniciteit   | 2021 | 2011 | 2001 |
| ------------ | ---- | ---- | ---- |
| Pools        | 43%  | 45%  | 47%  |
| Litouws      | 29%  | 27%  | 24%  |
| Russisch     | 20%  | 18%  | 17%  |
| Wit-Russisch | 6%   | 5%   | 5%   |
| Oekraïens    | 1%   | 1%   | 1%   |
| Anders       | 1%   | 4%   | 6%   |
| Totaal       | 5286 | 5994 | 6525 |

## Verkeer en vervoer

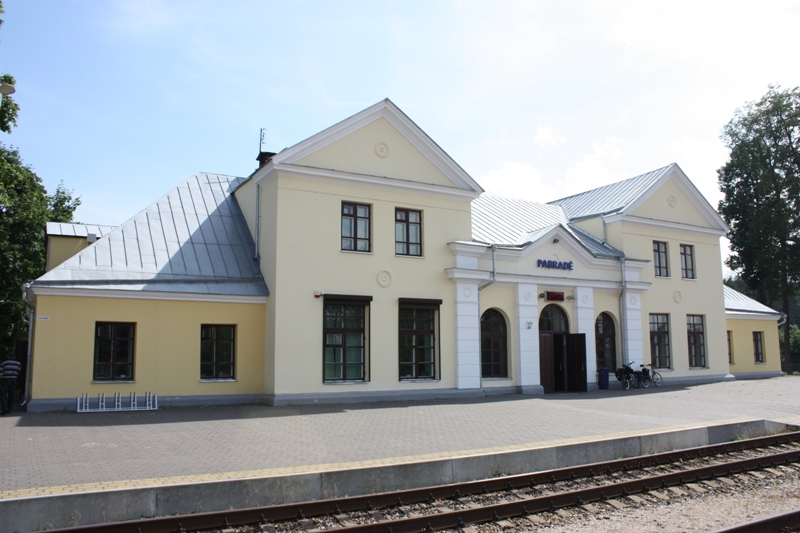
Station Pabradė

Door de stad loopt hoofdweg 102, Van Vilnius naar Zasarai met daar aansluiting op autoweg A6.
De stad kent een zekere drukte vanwege de spoorlijn die tegenwoordig loopt van Daugavpils naar Vilnius, maar vanaf de aanleg in 1862 tot het uiteenvallen van de Sovjet-Unie deel uitmaakte van de spoorlijn Warschau-St Petersburg.